# Riewendsee
Der Riewendsee ist ein eiszeitlich gebildeter Rinnensee. Er liegt im Land Brandenburg und ist Teil der Stadt Brandenburg an der Havel. Er stellt eine Exklave dar. Seine westlichen und südlichen Uferbereiche liegen im Landkreis Potsdam-Mittelmark und das nordöstliche Ufer im Landkreis Havelland. Nach Süden hat der Riewendsee über einen sogenannten Sträng Verbindung zum Beetzsee und über diesen zur Havel. Am Westufer liegt das Dorf Riewend, im Süden Päwesin direkt am See.

## Name
Der See wird 1204 als Rewensee erstmals urkundlich genannt. Der Name leitet sich vom altpolabischen Verb *revti für „brüllen, tosen“ ab.

## Entstehungsgeschichte
Der Riewendsee entstand nach der letzten, der Weichselkaltzeit, in der Beetzseerinne. Von Nordosten sich nach Südwesten vorschiebendes Inlandeis und unter Druck stehendes, zirkulierendes Schmelzwasser formten die Rinne aus. Nach dem Abtauen des Gletschereises füllten sich die Becken mit Grund- und Oberflächenwasser, so dass sich die heutige Kette mehrerer Seen bildete. Unterbrochen wird die Rinne durch mehrere Rinnenschwellen, über die zwischen den südlichen vier Seenbecken flache und schmale Verbindungen zwischen den einzelnen Becken, die Strängen, führen. Der Riewendsee bildete sich im von Süden betrachtet vierten Seenbecken der Rinne. Das Becken weist einen für glaziale Rinnen typischen langgestreckten Verlauf auf. Es ist grob von Norden nach Süden ausgerichtet und hat eine Länge von etwa 2,7 Kilometer und eine maximale Breite von etwa 600 Meter. Weitere Seen der Kette sind der Beetzsee südlich des Riewendsees und der Klein Behnitzer See und der Groß Behnitzer See im Norden. Letztere werden über den Klinkgraben in den Riewendsee entwässert. Weitere Gräben in ehemaligen Schmelzwasserrinnen führen ihr Wasser dem See zu. Der Name Riewendsee leitet sich von der Ortschaft Riewend, die am Westufer des Sees liegt, ab.

## Wasserstraße
Der Riewendsee gehört zur Beetzsee-Riewendsee-Wasserstraße. Diese ist auf der gesamten Länge des Riewendsees eine sonstige Wasserstraße des Bundes. Im 19. Jahrhundert hatte die Beetzsee-Riewendsee-Wasserstraße eine wirtschaftliche Bedeutung als Transportweg vor allem für die anliegenden Ziegeleien, die ihre Produkte über Riewendsee, Beetzsee und Havel nach Berlin transportieren konnten. Heute spielt die Wasserstraße nur noch in der Sport- und Freizeitschifffahrt eine dafür aber bedeutende Rolle.

## Schwimmpanzerunglück
Am 24. August 1965 kam es auf dem Riewendsee zu einem tragischen Unfall. An einem warmen Sommertag fuhr ein Schwimmpanzer des in Groß Behnitz stationierten Aufklärungsbataillon 1 der Nationalen Volksarmee auf dem See, während Kinder eines nahe gelegenen Ferienlagers des Fernsehfunks der DDR am Strand badeten. Spontan wurden mehrere Kinder zur Mitfahrt eingeladen. Bei der vierten Runde sank der Schwimmpanzer PT-76 mit 21 Kindern und Betreuern, da die Kinder im Frontbereich des Panzers zusammenrückten, dieser sich nach vorn neigte und Wasser in die Luke eindrang. Dabei verunglückten sieben der Kinder tödlich.

## Schutzgebiete
Der Riewendsee ist Teil mehrerer Schutzgebiete. So liegt er beispielsweise vollständig im Naturpark Westhavelland. Daneben liegt er im Landschaftsschutzgebiet Westhavelland, im europäischen SPA-Gebiet Mittlere Havelniederung und im FFH-Gebiet Beetzsee-Rinne und Niederungen.

## Burg Riewend
Am nördlichen Ende des Riewendsees ist noch bis in die Gegenwart ein spätslawischer, beinahe vollständig erhaltener, ovaler Burgwall zu erkennen, der eine Fläche von etwa 0,4 ha umfasst. Es handelt sich um dabei um den Burgwall Riewend, der als wendischer Fürstensitz zwischen dem 7. und dem 11. Jahrhundert eine bedeutende lokalpolitische Rolle im Umfeld der Burg Brandenburg spielte. Im Vergleich zu Saaringen oder dem Burgwall Reckahn zum Beispiel handelte es sich bei Burg Riewend um eine der größeren und bedeutenderen slawischen Machtzentren im Stammesverband der Stodorani (Heveller).